# گروه لاتکوئر
گروه لاتِکوئِر (فرانسوی: Groupe Latécoère‎) یا گروه لاتِکوئِه یک شرکت صنایع هوایی در فرانسه است که در سال ۱۹۱۷ پایه‌گذاری شد. امروزه این شرکت دومین تولیدکننده‌ی بزرگ اویونیک در اروپا برای شرکت‌هایی نظیر ایرباس، بوئینگ‌ و امبرائر و بمباردیه اروسپیس است.